# Jacqueline
Jacqueline ist ein weiblicher Vorname sowie ein Familienname.

## Herkunft und Bedeutung
Jacqueline ist die weibliche Form von Jacques, der wiederum die französische Variante von Jakob ist. Der Name bedeutet „[Gott] schützt“.

## Verbreitung
Der Name Jacqueline wird in Frankreich seit dem Mittelalter verwendet. Zwischen 1920 und 1950 gehörte er dort zu den beliebtesten Mädchennamen. Danach sank seine Popularität. Seit den 1980er Jahren wird er kaum noch vergeben.
Im englischsprachigen Raum tauchte Jacqueline erstmals im 17. Jahrhundert auf. In Australien und Kanada war der Name von den 1960er bis in die Mitte der 1990er Jahre relativ beliebt. In Neuseeland wurde der Name von den 1950er bis in die 1980er Jahre relativ häufig vergeben, mit einem Höhepunkt im Jahr 1964. In den USA stieg die Popularität des Namens seit Beginn des 20. Jahrhunderts an. Vom Ende der 1920er Jahre bis in die Mitte der 2000er Jahre wurde der Name dort relativ häufig vergeben, danach sank die Beliebtheit wieder. Nachdem der Name in den 1950er Jahren die Popularität leicht gesunken war, stieg sie zu Beginn der 1960er Jahre sprunghaft an. Das steht wohl im Zusammenhang mit der ehemaligen First Lady Jacqueline Kennedy Onassis.
Auch in Schweden und Dänemark ist der Name verbreitet.
In Deutschland kommt der Name Jacqueline seit den 1960er Jahren in den vorderen Rängen der Namensstatistik vor. Insbesondere in den 1990er Jahren erfreute er sich großer Beliebtheit mit Rang 9 im Jahr 1994 als Höhepunkt. Im Jahr 2004 sank die Popularität des Namens rapide. In der DDR war der Name deutlich beliebter als in der BRD.

## Stigmatisierung
In Deutschland haben Trägerinnen des Namens nicht selten mit Vorurteilen zu kämpfen. Laut einer Studie, die die Lehramtsabsolventin Julia Kube 2009 an der Universität Oldenburg vorgelegt hat, war der Vorname Jacqueline unter den befragten Lehrern – insgesamt wurden 500 Fragebögen ausgewertet – zumeist negativ besetzt. Bei der Frage Welche Vornamen würden Sie Ihrem Kind auf keinen Fall geben? tauchte er an zweiter Stelle (nach Kevin) auf. Nicht besser schnitt der Name bei der Frage Nennen Sie Vornamen von Schülerinnen/Schülern, die bei Ihnen Assoziationen zu ‘Verhaltensauffälligkeit’ hervorrufen ab. Hier kam Jacqueline auf den fünften Platz. Darüber hinaus hat es der Name 2013 in der Schreibweise Schakkeline in den Titel einer Sozialsatire von Sophie Seeberg gebracht (Die Schakkeline ist voll hochbegabt).

## Varianten
- Bulgarisch: Zhaklina
- Dänisch: Iben
- Deutsch: Jakobine, Jacobine, Jakobina, Jakobäa, Jakoba, Jacoba
- Englisch: Jacqueline, Jaclyn, Jacquelyn, Jaqueline, Jackalyn, Jaquelyn, Jacklyn
  - Schottisch: Jamesina
  - Diminutiv: Jacky, Jackie, Jacki, Jaci, Jaki, Jakki, Jacqui, Jamie
- Französisch: Jacqueline, Jacquette
  - Diminutiv: Jacquie
- Irisch:  Séamaisíona
- Isländisch: Jakobína
- Italienisch: Giacoma, Giacomina, Giachetta
- Kroatisch: Žaklina
- Hebräisch: יַעֲקֹבָה Jaʿakowāh, ז'קלי (Jacqueline)
- Mazedonisch: Žaklina, Zhaklina
- Niederländisch: Jacoba, Jacomina, Coba, Jacobina, Jacobine
- Norwegisch: Jacobine, Iben
- Serbisch: Žaklina
- Polnisch: Żaklina, Żaklin
- Portugiesisch: Jaqueline (Brasilien)

Männliche Varianten: Siehe Jakob

## Namenstag
- 8. Februar (nach Jacoba Settesoli)
- 6. August (nach Jacqueline-Marie-Angélique Arnauld)

## Namensträgerinnen

### A
- Jacqueline Aguilera (* 1976), venezolanisches Model und Miss World 1995
- Jacqueline Alex (* 1965), deutsche Schwimmerin
- Jacqueline Amirfallah (* 1960), deutsche Gastronomin und Fernsehköchin
- Jacqueline Auriol (1917–2000), französische Pilotin

### B
- Jacqueline Badran (* 1961), Schweizer Politikerin und Unternehmerin
- Jacqueline K. Barton (* 1952), US-amerikanische Chemikerin
- Jacqueline Beer (* 1932), französisch-US-amerikanische ehemalige Film- und Fernsehschauspielerin
- Jacqueline Belle (* 1989), deutsche Synchronsprecherin und Hörfunkmoderatorin
- Jacqueline du Bief (* 1930), französische Eiskunstläuferin
- Jacqueline Bisset (* 1944), britische Schauspielerin
- Jacqueline Boatswain (* 1962), britische Schauspielerin
- Jacqueline Börner (* 1965), deutsche Eisschnellläuferin
- Jacqueline Boyer (* 1941), französische Chanson- und Schlagersängerin
- Jacqueline Boysen (* 1965), deutsche Buchautorin, Journalistin und Redenschreiberin
- Jacqueline Bracamontes (* 1979), mexikanische Schauspielerin und Model
- Jacqueline Brookes (1930–2013), US-amerikanische Schauspielerin
- Jacqueline Brumaire (1921–2000), französische Opernsängerin
- Jacqueline de Bueil (1588–1651), Mätresse des Königs Heinrich IV. von Frankreich
- Jacqueline Burckhardt (* 1947), Schweizer Kunsthistorikerin
- Jacqueline Burroughs (1939–2010), britisch-kanadische Film- und Theaterschauspielerin

### C
- Jacqueline Cako (* 1991), US-amerikanische Tennisspielerin
- Jacqueline Carey (* 1964), US-amerikanische Autorin
- Jacqueline Charlier (* 1973), deutsche politische Beamtin
- Jacqueline Chevé (1961–2010), französische Politikerin
- Jacqueline Cochran (1906/10–1980), US-amerikanische Pilotin
- Jacqueline Collins (1937–2015), britisch-US-amerikanische Schriftstellerin und Schauspielerin
- Jacqueline Cramer (* 1951), niederländische Umweltwissenschaftlerin und -politikerin

### D
- Jacqueline Diffring (1920–2020), deutsch-britische Bildhauerin
- Jacqueline Doyen (1930–2006), französische Schauspielerin
- Jacqueline Durran (* 20. Jh.), britische Kostümbildnerin

### E
- Jacqueline Emerson (* 1994), US-amerikanische Schauspielerin und Synchronsprecherin
- Jacqueline Evancho (* 2000),  US-amerikanische Nachwuchssängerin

### F
- Jacqueline Fehr (* 1963), Schweizer Politikerin
- Jacqueline Feldmann (* 1994), deutsche Stand-up-Comedienne, Moderatorin und Schauspielerin
- Jacqueline Fernandez (* 1985), sri-lankische Schauspielerin und Model
- Jacqueline Annemarie Fontana (1925–2002), Schweizer Künstlerin und Bildhauerin
- Jacqueline Fontyn (* 1930), belgische Komponistin

### G
- Jacqueline Gerlach (* 1991), österreichische Grasskiläuferin und Fitnesssportlerin
- Jacqueline Groag (1903–1986), österreichisch-englische Kunsthandwerkerin und Designerin

### H
- Jacqueline Hahn (* 1991), österreichische Radrennfahrerin
- Jacqueline Harpman (1929–2012), belgische Schriftstellerin
- Jacqueline Hathaway (* 1982), US-amerikanische Filmschauspielerin und Oscar-Preisträgerin
- Jacqueline von Hennegau (1401–1436), Herzogin von Bayern-Straubing, Gräfin von Holland und Zeeland und Gräfin von Hennegau
- Jacqueline Hill (1929–1993), britische Schauspielerin
- Jacqueline Humbert (* 1952), US-amerikanische Sängerin, Kostüm- und Bühnenbildnerin

### J
- Jacqueline Jacob (* 1961), deutsche Schlagersängerin
- Jacqueline Janzen (* 1993), deutsche Eishockeyspielerin
- Jacqueline Jeske (* 1987), deutsche Schauspielerin
- Jacqueline de Jong (1939–2024), niederländische Künstlerin
- Jacqueline Jossa (* 1992), britische Schauspielerin
- Jacqueline Joyner-Kersee (* 1962), US-amerikanische Weitspringerin und Siebenkämpferin

### K
- Jacqueline Kennedy Onassis (1929–1994), US-amerikanische Journalistin, Lektorin und ehemalige First Lady
- Jacqueline Kim (* 1965), US-amerikanische Schauspielerin
- Jacqueline Kornmüller (* 1961), deutsche Regisseurin
- Jacqueline Kraege (1960–2020), deutsche politische Beamtin

### L
- Jacqueline Lamba Breton (1910–1993), französische Malerin
- Jacqueline Laurent (1918–2009), französische Schauspielerin
- Jacqueline Lichtenberg (* 1942), US-amerikanische Schriftstellerin
- Jacqueline Lochmüller (* 1965), deutsche Schriftstellerin
- Jacqueline Logan (1901–1983), US-amerikanische Film- und Theaterschauspielerin
- Jacqueline Lölling (* 1995), deutsche Skeletonpilotin
- Jacqueline Longoria Baston (* 1975), US-amerikanische Schauspielerin, Model, Regisseurin und Film-/TV-Produzentin, siehe Eva Longoria
- Jacqueline de Longwy (1520–1561), französische Herzogin
- Jacqueline Lovell (* 1974), US-amerikanische Schauspielerin

### M
- Jacqueline van Maarsen (1929–2025), niederländische Autorin und Buchbinderin
- Jacqueline Macaulay (* 1967), britische Schauspielerin
- Jacqueline Mars (* 1939), US-amerikanische Unternehmerin
- Jacqueline Marval (1866–1932), französische Malerin
- Jacqueline Mazéas (1920–2012), französische Diskuswerferin
- Jacqueline McKenzie (* 1967), australische Schauspielerin
- Jacqueline Montemurri (* 1969), deutsche Schriftstellerin
- Jacqueline Moore (* 1964), US-amerikanische Wrestlerin und professionelle Wrestlingmanagerin
- Jacqueline Moreau (* 1929), französische Kostümbildnerin
- Jacqueline Morgenstern (1932–1945), jüdisches Mädchen, Opfer des Holocaust
- Jacqueline Moudeina (* 1957), tschadische Rechtsanwältin und Menschenrechtsaktivistin

### N
- Jacqueline Nguyen (* 1965), US-amerikanische Bundesrichterin
- Jacqueline Noonan (1928–2020), US-amerikanische Kinderkardiologin

### O
- Jacqueline Oble (* 1950), ivorische Politikerin
- Jacqueline Obradors (* 1966), US-amerikanische Schauspielerin
- Jacqueline Otchere (* 1996), deutsche Leichtathletin
- Jacqueline Otten (* 1959), niederländische Trendforscherin und Professorin

### P
- Jacqueline Pascal (1625–1661), französische Schriftstellerin, Pädagogin und Nonne
- Jacqueline Pearce (1943–2018), britische Schauspielerin
- Jacqueline Piatigorsky (1911–2012), franko-US-amerikanische Schachspielerin, Tennisspielerin, Bildhauerin und Mäzenin
- Jacqueline Piñol (* 1979), US-amerikanische Hollywood-Schauspielerin und Synchronsprecherin
- Jacqueline du Pré (1945–1987), englische Cellistin

### Q
- Jacqueline Quade (* 1997), US-amerikanische Hallen- und Beachvolleyballspielerin
- Jacqueline de Quattro (* 1960), Schweizer Politikerin (FDP)

### R
- Jacqueline Ramel (* 1964), schwedische Schauspielerin und Regisseurin
- Jacqueline Rayner, britische Produzentin und Autorin
- Jacqueline de Rohan (1520–1587), französische Gerichtsbeamtin und Aristokratin
- Jacqueline de Romilly (1913–2010), französische Philologin
- Jacqueline Roque (1927–1986), Ehefrau Pablo Picassos
- Jacqueline Rose (* 1949), britische Wissenschaftlerin und Professorin sowie Feministin
- Jacqueline Rouvier (* 1949), französische Skirennläuferin

### S
- Jacqueline Samuda (* 1963), kanadische Schauspielerin und Autorin
- Jacqueline Sandler (* 1974), US-amerikanische Schauspielerin
- Jacqueline Schmitka (* 1971), deutsche Sängerin
- Jacqueline Scislowski (* 2000), US-amerikanische Schauspielerin und Model
- Jacqueline Scott (1931–2020), US-amerikanische Schauspielerin
- Jacqueline Seifriedsberger (* 1991), österreichische Skispringerin
- Jacqueline de Settesoli (1190–1273), Selige der katholischen Kirche
- Jacqueline Smith (* 1962), britische Politikerin
- Jacqueline Straub (* 1990),  deutsch-schweizerische katholische Theologin, Journalistin und Buchautorin
- Jacqueline Stuhler (* 1956), deutsche Fernsehmoderatorin und Journalistin
- Jacqueline Susann (1918–1974), US-amerikanische Schauspielerin und Autorin
- Jacqueline Svilarov (* 1975), deutsche Schauspielerin

### T
- Jacqueline Thome-Patenôtre (1906–1995), französische Politikerin
- Jacqueline Toboni (* 1992), US-amerikanische Schauspielerin
- Jacqueline Todten (* 1954), deutsche Leichtathletin
- Jacqueline Toxopeus (* 1964), niederländische Hockeytorhüterin

### U
- Jacqueline Uebelhart (* 1975), Schweizer Duathletin und Triathletin
- Jacqueline Urbach (1930–2022), Schweizer Unternehmensgründerin und Erfinderin

### V
- Jacqueline Vaudecrane (1913–2018), französische Eiskunstläuferin und -trainerin
- Jacqueline Vogt (* 1969), liechtensteinische Skirennläuferin

### W
- Jacqueline Weaver (* 1947), australische Schauspielerin
- Jacqueline Wiles (* 1992), US-amerikanische Skirennläuferin
- Jacqueline Wilson (* 1945), britische Schriftstellerin
- Jacqueline MacInnes Wood (* 1987), kanadische Schauspielerin, Sängerin und Model
- Jacqueline Woodson (* 1963), amerikanische Schriftstellerin
- Jacqueline Wong (* 1989),  kanadische Schauspielerin, Fernsehmoderatorin,  Model und Sängerin
- Jacqueline Wruck (* 1998), deutsches Model
- Jacqueline Wu (* 1968), taiwanische Schauspielerin, siehe Wu Qianlian

### Z
- Jacqueline Zebisch (* 1984), deutsche Pop-Sängerin, siehe Ella Endlich
- Jacqueline Zoch (* 1949), US-amerikanische Ruderin
- Jacqueline Zünd (* 1971), Schweizer Filmregisseurin und Drehbuchautorin